# 尤利娅·约瑟芬·苏珊托
尤利娅·约瑟芬·苏珊托（1993年10月19日—），印尼女子羽毛球運動員。

## 簡歷
2011年7月，尤利娅·约瑟芬·苏珊托代表印尼參加在印度勒克瑙舉行的亞洲青年羽毛球錦標賽，助印尼隊拿得混合團體比賽季軍。
2018年9月，尤利娅·约瑟芬·苏珊托出戰印尼邦加勿里洞羽毛球大師賽，打進女子單打比賽四強。

## 主要比賽成績
只列出曾進入準決賽的國際賽事成績：
| 年份   | 賽事                     | 公開賽級別 | 項目     | 成績   |
| ------ | ------------------------ | ---------- | -------- | ------ |
| 2010年 | 亞洲青年羽毛球錦標賽     | 其他       | 混合團體 | 季軍   |
| 2011年 | 亞洲青年羽毛球錦標賽     | 其他       | 混合團體 | 季軍   |
| 2018年 | 印尼邦加勿里洞羽球大師賽 | 超級100賽  | 女子單打 | 準決賽 |
| 2022年 | 伊朗羽毛球國際挑戰賽     | 國際挑戰賽 | 女子單打 | 亞軍   |
| 2022年 | 馬來西亞羽毛球國際挑戰賽 | 國際挑戰賽 | 女子單打 | 冠軍   |
| 2023年 | 馬來西亞羽毛球國際挑戰賽 | 國際挑戰賽 | 女子單打 | 準決賽 |

| 2007-2017年 | 首要超級賽 | 超級賽 | 黃金大獎賽 | 大獎賽 | 國際挑戰賽 | 國際系列賽 | 未來系列賽 | 其他 |

| 2018-2026年 | 總決賽 | 超級1000賽 | 超級750賽 | 超級500賽 | 超級300賽 | 超級100賽 | 國際挑戰賽 | 國際系列賽 | 未來系列賽 | 其他 |